# Martin Amis
Martin Louis Amis (Oxford, 25 augustus 1949 – Lake Worth (Florida), 19 mei 2023) was een Britse schrijver. 

## Biografie
Amis werd geboren als tweede zoon van de schrijver Kingsley Amis. Hij studeerde aan de Universiteit van Oxford. Na zijn afstuderen had hij een reeks journalistieke en literaire banen in Londen.
Amis werd vooral bekend door zijn tweede roman Dead Babies uit 1975. De titel van het boek veroorzaakte zoveel opschudding en afkeer dat de uitgeverij de titel voor de paperbackversie veranderde in Dark Secrets. Zijn werk wordt dan ook gekenmerkt door moreel en mentaal geweld. Dat heeft hij gemeen met de schrijversgeneratie uit de jaren vijftig, de Angry Young Men, waarbij ook zijn vader behoorde. Amis experimenteerde graag met vorm en stijl, maar ook met inhoud. Hij gebruikte in zijn romans Amerikaans Engels, straat-Engels en dialecten van verschillende minderheidsgroepen. 
Van 2007 tot 2011 was hij hoogleraar creative writing aan het Manchester Centre for New Writing van de Universiteit van Manchester.
Zijn afwijzing van en waarschuwingen tegen de radicale islam hebben hem het neologistische etiket 'Blitcon' (= British Literary Neocon) opgeleverd, dat hij deelde met twee andere prominente literaire figuren van zijn generatie: Ian McEwan en Salman Rushdie.
Amis overleed op 19 mei 2023 op 73-jarige leeftijd aan de gevolgen van slokdarmkanker.

## Necrologie
- Hans Bouman, Martin Amis (1949-2023), 'Een controversiële ster in de Britse literaire wereld', De Volkskrant, 22 mei 2023, p. 23